# Манило, Алексей Михайлович
Алексей Михайлович Манило (10 октября 1904 года, Лозоватка — 1 ноября 1988 года, Ленинград) — советский военный деятель, Генерал-лейтенант артиллерии (1958 год).

## Биография
Алексей Михайлович Манило родился 10 октября 1904 года в селе Лозоватка (ныне — в Кировоградской области).

### Военная служба

#### Довоенное время
В сентябре 1926 года был призван в ряды РККА и направлен красноармейцем в артиллерийский дивизион в составе 3-го Кавказского стрелкового полка (Отдельная Кавказская армия), дислоцированный в Сухуми. С января 1927 года проходил учёбу в полковой школе 1-го Кавказского артиллерийского полка, после окончания которой служил на должностях командира орудия и старшины дивизиона.
В октябре 1929 года Манило был направлен на учёбу в 1-е Киевское артиллерийское училище, после окончания которого в июне 1931 года служил при этом же училище на должностях командира взвода курсантов, помощника командира и командира батареи и командира дивизиона курсантов. С декабря 1937 по август 1938 года учился на артиллерийских курсах усовершенствования командного состава, дислоцированных в городе Луга.
В марте 1941 года был назначен на должность командира 261-го лёгкого артиллерийского полка (197-я стрелковая дивизия, Киевский военный округ).

#### Великая Отечественная война
С началом войны находился на прежней должности. Дивизия принимала участие в приграничном сражении, а затем в боевых действиях в районе Бердичева и Богуслава, где Манило попал в окружение, но из которого вскоре вышел.
В октябре 1941 года был назначен на должность командира 806-го артиллерийского полка (226-я стрелковая дивизия), а в марте 1942 года — на должность командира 875-го артиллерийского полка. Находясь на данных должностях, Манило принимал участие в оборонительных боевых действиях в районе Белгорода по реке Северский Донец, а затем на харьковском направлении.
В августе был назначен на должность начальника штаба артиллерии 4-й танковой армии, которая вела тяжёлые оборонительные и наступательные боевые действия севернее Калача, тем самым сорвав попытки противника форсировать Дон и захватить Сталинград. В октябре 4-я танковая армия была преобразована в 65-ю армию, а А. М. Манило был назначен на должность начальника штаба артиллерии армии, после чего лично планировал артиллерийское наступление в районе Клетской. Вскоре, находясь на прежней должности, принимал участие в боевых действиях во время Курской битвы, а также в Черниговско-Припятской и Гомельско-Речицкой наступательных операциях.
В марте 1944 года был назначен на должность заместителя командующего артиллерией 50-й армии, а в апреле — на должность заместителя командующего артиллерией 47-й армии, после чего принимал участие в ходе Белорусской наступательной операции на бобруйском и ковельском направлениях.
В октябре Манило был назначен на должность начальника штаба 6-го артиллерийского корпуса прорыва РГК, а с 19 октября по 15 ноября временно исполнял должность командира этого же корпуса. Вскоре принимал участие в ходе Варшавско-Познанской, Восточно-Померанской и Берлинской наступательных операций, а также в освобождении городов Познань, Альтдамм (Домбе, ныне в черте г. Щецин) и Берлин. За образцовое выполнение заданий командования в боевых действиях с противником при овладении Берлином и проявленные при этом доблесть и мужество корпус был награждён орденом Кутузова 2 степени.

#### Послевоенная карьера
После окончания войны находился на прежней должности в составе Группы советских войск в Германии. В сентябре 1946 года был назначен на должность командира 34-й пушечной артиллерийской дивизии.
В июне 1950 года был направлен на учёбу на Высшие академические курсы при Высшей военной академии имени К. Е. Ворошилова, после окончания которых в августе 1951 года был назначен на должность командира 16-й пушечной артиллерийской дивизии, в ноябре 1953 года — на должность заместителя командующего артиллерией Ленинградского военного округа, а в июле 1958 года — на должность командующего артиллерией Южной группы войск.
С февраля 1962 года состоял в распоряжении главнокомандующего Сухопутными войсками, а затем был направлен на учёбу на Высшие артиллерийские академические курсы при Военной академии имени Ф. Э. Дзержинского.
Генерал-лейтенант артиллерии Алексей Михайлович Манило в августе 1963 года вышел в запас. Умер 1 ноября 1988 года в Ленинграде.

## Награды
- Два ордена Ленина;
- Три ордена Красного Знамени;
- Орден Суворова 2 степени;
- Два ордена Кутузова 2 степени;
- Два ордена Отечественной войны 1 степени;
- Два ордена Красной Звезды;
- Медали;
- Иностранные орден и медали.